# Otemna
Otemna je naselje u slovenskoj Općini Celju. Otemna se nalazi u pokrajini Štajerskoj i statističkoj regiji Savinjskoj. 

## Stanovništvo
Prema popisu stanovništva iz 2002. godine naselje je imalo 101 stanovnika.